# 夜行章
夜行章（阿拉伯语：‎，羅馬化：Al-Isrāʾ，音译伊斯拉章），是古兰经的第17章（苏拉），共111节（阿亚）。
夜行章属于麦加篇章，启示于麦加时期。该章记述了伊斯兰教先知穆罕默德“夜行登霄”的神迹，故名“夜行章”。此外该章还描述了放逐以色列人的事件，因而又名以色列人章（阿拉伯语：‎，羅馬化：Banī Isrāʾīl）。